# Escom
Az Escom (teljes nevén: Escom AG; egyedi írásmóddal: ESCOM) németországi számítógépgyártással és -kereskedelemmel foglalkozó vállalkozás volt, mely főként arról ismert, hogy a Commodore International csődje után 1995-ben sikeresen felvásárolta az Amiga termékekhez kapcsolódó védjegyeket.

## Kezdetek és etimológia
A darmstadti Manfred Schmitt 1983-ban az „Orgel-Schmitt” hangszerbolttal kezdte pályafutását, melyben az akkor nagyon sikeres Commodore 64 számítógépeket is árusított. 1986-ban, még az eredeti cég számítógép-üzletága számára alapította meg a „Schmitt Computersysteme GmbH”-t. A cég neve 1991-ben megváltozott „Escom Computer GmbH”-ra és ekkor vált külön a hangszerüzletágtól, önállósulva. Maga az Escom név a két alapító Karl-Michael Eickmeyer és Manfred Schmitt családneveinek kezdőbetűiből és a computerre utaló COM betűkből tevődik össze.

## Gyors növekedés és tőzsdei bevezetés
Az Escom 1993-ban felvásárolta a német tőzsdén is jegyzett és fizetésképtelenné vált bochumi „HAKO Foto AG” 90%-át. Ennek kapcsán vált a vállalat tőzsdei céggé.
Az üzlet olyan gyors növekedésen ment keresztül 1991 óta, hogy 1994-re – mindössze három év alatt – a német PC-piacon 11,2%-os részesedéssel rendelkezett, Hollandiában pedig a második legeredményesebb PC-forgalmazó lett. A teljes üzleti forgalom 1994-ben 2,1-2,2 milliárd DM volt. 1991-től az Escom AG heppenheimi üzemében a külső gyártóktól készen vásárolt számítógép-komponensek (alaplapok, merevlemezek, számítógépházak stb.) összeszerelő üzeme működött, mely Escom néven saját márkás PC-konfigurációkat gyártott.
ESCOM márkanéven kiskereskedelmi láncot alakítottak ki, mely három év alatt Németországon és Hollandián kívüli európai országokban is megjelent, összesen 467 fióküzletet számlált. Csak Magyarországon 11 ESCOM üzlet volt akkoriban, míg Szlovákiában három. Az Egyesült Királyságban a „Rumbelows” üzletlánc 221 boltjának felvásárlása jelentette a masszív terjeszkedés alapját. 1992-ben 180.000, 1993-ban már 300.000, míg 1994-ben 410,000 darab IBM-kompatibilis PC-t adtak el.

## Commodore akvizíció
Az Escom csapatában már számos korábbi Commodore alkalmazott dolgozott, így nem volt teljesen meglepő lépés 1995 elején a Commodore International csődeljárása során a Commodore és az Amiga számítógépek és technológiák védjegyeinek megvásárlása. A sikeres akvizíció után a cég bejelentette, hogy utángyártani szeretne Commodore-termékeket, mely akkor még komoly piaci érdeklődésre tarthatott számot. A Commodore név a csőd ellenére ismert és sokak által elismert név volt, ezért az Escom eredetileg azt tervezte, hogy Commodore néven fog PC-ket gyártani. Az Amiga védjegyeinek megvásárlására és így lényegében az egész cégcsoportra csak a többi ajánlattevő nyomására tett az Escom ajánlatot. Mindazonáltal a magas akvizíciós költség ellenére bíztak benne, hogy az Amiga termékvonal fejlesztése vissza fogja hozni a befektetett tőkét.
Az Amiga 1200 és az Amiga 4000T modelleket valóban el is kezdték újragyártani és értékesíteni az újként megalapított, bensheimi székhelyű Amiga Technologies GmbH leányvállalat égisze alatt. Új fejlesztésként bejelentették az Amiga Walker-t, melyet be is mutattak az 1996-os CEBIT-en, de sorozatgyártásra sosem került az anyacég csődje miatt.

## Hanyatlás és csőd
Az Escom a PC-piacon agresszív árletörő stratégiát folytatott, mely ugyanakkor krónikusan alacsony haszonkulccsal és magas kockázattal párosult. Az első vészjel az 1995. június 30-án közölt féléves üzleti jelentés volt, mely megállapította, hogy a PC-piac lassulni látszik, csökkennek az eladások. A vásárlók jó része a már 1993-ban beharangozott és agresszív kampány keretében népszerűsített, de végül csak 1995 augusztus végén megjelent Windows 95-re és az azzal kompatibilis termékekre várt.
A döntő hanyatlás az 1995-ös karácsonyi időszakban következett be, amikor az Escom nagy tételben szerzett be 60-75 MHz-es Intel Pentium processzorokat, ám csakhamar kiderült, hogy a konkurencia alig valamivel többért 90 MHz-es processzorral szerelt gépeket is képes kínálni, a hirtelen gyártói árcsökkenés miatt. A karácsonyi értékesítés ugyan a német piacon még relatív jó volt, de egészében messze elmaradt a várakozásoktól, nagy készletek bennragadtak és ez az elhibázott beszerzés végzetesnek bizonyult az Escom számára.
Hibás döntésnek bizonyult egy tajvani gyártóval monitorok gyártására alapított közös vállalkozás (joint venture) is, mivel skóciai gyárukban nagyon magas hibarátával voltak képesek csak termelni. Ehhez jött hozzá, hogy a nagyarányú brit és a holland üzletlánc-akvizíciók még veszteséget termeltek.
Az 1995 decemberben még 45 millióra becsült éves veszteség végül 185 millió német márkára emelkedett, melyet az Escom fő részvényesei nem voltak hajlandók finanszírozni. Ennek nyomán kellett 1996 tavaszán csődöt jelenteni és emiatt kellett távoznia áprilisban posztjáról a cég alapítójának, Manfred Schmittnek is, akinek helyét az IBM-től érkezett Helmut Jost foglalta el.
Júniusban az Escom németországi érdekeltségei tekintetében csődvédelmet kért és kapott. A jobban teljesítő Escom UK-t ez még nem érintette. Ők új igazgatót, valamint nagyfokú autonómiát kaptak és elkezdték bezárni veszteséges kiskereskedelmi üzleteiket. Július 24-én aztán elérkezett a vég, az Escom AG csődöt jelentett, bezárták az összes még nyitva lévő németországi üzletet és megkezdték a cég értékesítését. Az Escom UK egy héttel később követte anyacégét.
A potenciális érdeklődők közül senki nem akarta az egész vállalatot megvenni, hanem csak bizonyos üzletrészeket, raktárkészleteket. Az amerikai VisCorp vállalattal már 1996 januárja óta folytak a tárgyalások az Amiga Technologies eladásáról, a csődvédelem, majd a csőd azonban lelassította a tárgyalásokat. Egy másik érdeklődő a szintén amerikai Quikpak volt, mely már eddig is A4000T modelleket gyártott az Escom számára. Motorola 68k processzorokra épülő hardverfejlesztéseket, továbbá az AmigaOS DEC Alpha 64-bites processzorokra portolását ígérte. A harmadik és végül nyertes érdeklődő, a Gateway 2000 a semmiből robbant be és a szándéknyilatkozat után rövidesen bejelentették, hogy üzletet kötöttek az Amiga technológiák megvásárlására. A Commodore márkanevet a holland Tulip Computers szerezte meg 1997 szeptemberében.

## Fordítás
- Ez a szócikk részben vagy egészben  az   Escom (computer company) című angol Wikipédia-szócikk fordításán alapul.  Az eredeti cikk szerkesztőit annak laptörténete sorolja fel. Ez a jelzés csupán a megfogalmazás eredetét és a szerzői jogokat jelzi, nem szolgál a cikkben szereplő információk forrásmegjelöléseként.
- Ez a szócikk részben vagy egészben  az   Escom című német Wikipédia-szócikk fordításán alapul.  Az eredeti cikk szerkesztőit annak laptörténete sorolja fel. Ez a jelzés csupán a megfogalmazás eredetét és a szerzői jogokat jelzi, nem szolgál a cikkben szereplő információk forrásmegjelöléseként.